# Saint-Amand-les-Eaux
Saint-Amand-les-Eaux – miejscowość i gmina we Francji, w regionie Hauts-de-France, w departamencie Nord.
Według danych na rok 1990 gminę zamieszkiwało 16 776 osób, a gęstość zaludnienia wynosiła 496 osób/km² (wśród 1549 gmin regionu Nord-Pas-de-Calais Saint-Amand-les-Eaux plasuje się na 39. miejscu pod względem liczby ludności, natomiast pod względem powierzchni na miejscu 8.).